# Justo Solsona
Justo Jorge Solsona (Buenos Aires, 29 de agosto de 1931) es un arquitecto argentino, importante representante de la arquitectura moderna y contemporánea en la Argentina. Desde 1966 ha actuado como miembro fundador del actual estudio Flora Manteola | Sánchez Gómez | Santos | Solsona | Vinson. Es profesor emérito y director de la MaPA, Maestría en Proyecto Arquitectónico de la Facultad de Arquitectura, Diseño y Urbanismo de la Universidad de Buenos Aires.

## Biografía
Nació el 29 de agosto de 1931 en el barrio de Monserrat (Buenos Aires), asistiendo a la Escuela Simón Bolívar y luego al Colegio Domingo F. Sarmiento, ambas instituciones de educación pública. En 1951 ingresó a la Facultad de Arquitectura y Urbanismo de la Universidad de Buenos Aires.
Allí formó, durante sus años como estudiante, la organización de arquitectura moderna (oam), junto con futuros arquitectos de trascendencia como Horacio Baliero, Ernesto Katzenstein, Juan Manuel Borthagaray o Jorge Goldemberg, entre otros. Recién recibido, actuó como docente en la cátedra de Composición Arquitectónica de Wladimiro Acosta y en la de Teoría de la Visión de Méndez Mosquera.
En los primeros años de profesión trabajó en equipo con Baliero, formando luego el Grupo de Arquitectura y Planeamiento (GAP) con Josefa Santos, Ernesto Katzenstein y otros. El grupo trabajó en un proyecto para urbanización en Villa Caraza, y ganó en 1957 un concurso para torres de vivienda en La Boca, del Banco Hipotecario Nacional, que finalmente no se concretó. Una vez disuelta la OAM, Solsona trabajó junto a sus compañeros en el Plan para el Barrio Sur de Antoni Bonet, en 1958.
En la estructura flexible que conformaba al GAP, diversos arquitectos pasaron por el grupo, hasta que Flora Manteola y Javier Sánchez Gómez diseñaron con Solsona un proyecto para el concurso de la nueva Biblioteca Nacional en 1962, que finalmente fue elegido como Segundo Premio frente a la propuesta de Clorindo Testa, Francisco Bullrich y Alicia Cazzaniga. Cuando Katzenstein realizó un viaje a la India, el GAP se disolvió y Solsona pasó a conformar un estudio con Santos, Flora Manteola y Sánchez Gómez, MSGSSS, al tiempo que terminó su actividad docente en la FAU. Ingresaron a trabajar dos arquitectos que habían sido alumnos de Solsona y Santos: Ignacio Petchersky y el uruguayo Rafael Viñoly, y así se consolidó la primera etapa del estudio.
Este período se caracterizó por la participación en numerosos concursos de arquitectura para diversos proyectos, desde iglesias y pabellones para ferias, a edificios de oficinas y de instituciones públicas, tanto en la Argentina como en otros países; y el diseño de un edificio innovador para su tiempo, la casa central del Banco Ciudad de Buenos Aires y el complejo Conjunto Rioja. Luego de la muerte de Petchersky en 1971, se consolidó la segunda etapa del estudio, marcada por grandes obras de relevancia nacional, destacándose el edificio para el nuevo canal de televisión estatal Argentina Televisora Color, el edificio Prourban, el Conjunto Piedrabuena. Solsona también se dedicó a la literatura, editando su libro Letrógrafo en 1979.
En 1978, Rafael Viñoly se separó del equipo para iniciar su propio estudio de arquitectos en los Estados Unidos, y comenzó la etapa actual de MSGSSS, con la integración de Carlos Sallaberry en 1997. En 1992, recibieron el diploma de mérito en los Premios Konex por su actuación profesional entre 1982 y 1987. En las últimas dos décadas, Solsona participó dentro de MSGSSS de numerosos emprendimientos inmobiliarios de importancia, desde el Palacio Alcorta, la restauración de un fastuoso salón de pruebas de la Chrysler en viviendas de lujo, hasta las Torres Mulieris en Puerto Madero. En 2002 volvió a ganar un Premio Konex en el área de artes visuales y en 2004, editó su segundo libro, Ahora vengo y otros cuentos.
En cuanto a la docencia, Solsona formó parte de La Escuelita, un emprendimiento alternativo de talleres de arquitectura a donde también enseñaron Katzenstein y Tony Díaz, y que fue una alternativa a la enseñanza oficial durante la última dictadura militar en la Facultad de Arquitectura y Urbanismo. Luego del regreso de la Argentina al sistema democrático, se hizo cargo de una cátedra de Diseño Arquitectónico, que en la actualidad lleva su nombre. Desde el año 2000, dirige la Maestría en Proyecto Arquitectónico de la Universidad de Buenos Aires.

## Reconocimientos y distinciones
- 2021 - Reconocimiento como "Personalidad destacada de la Universidad de Buenos Aires",[3] durante los festejos por el Bicentenario de dicha universidad,[4] recibiendo también una medalla personalizada, una moneda acuñada por la Casa de la Moneda y un sello postal del Correo Argentino (especialmente elaborados para la ocasión).[5]
- 2011 - Nombramiento como Profesor Emérito de la Universidad Nacional de Buenos Aires.[6]
- 2010 - Nombramiento como Miembro de Número de la Academia Nacional de Bellas Artes (sitial nº34 “Juan José Castro”).[7]
- 2009 - Premio a la Trayectoria otorgado por la Sociedad Central de Arquitectos.[7]
- 2007 - Huésped de Honor de la Universidad Nacional del Litoral, Facultad de Arquitectura, Diseño y Urbanismo, Santa Fe, Argentina.[7]
- 2001 - Premio a la Trayectoria, XI Bienal Internacional de Arquitectura de Buenos Aires, Centro de Arte y Comunicación (CAYC), Buenos Aires, Argentina.[7]
- 2001 - Gran Premio a la Trayectoria Artística, Fondo Nacional de las Artes. Buenos Aires, Argentina.[7]
- 2000 - Premio Anual de Arquitectura. Primer Premio: “Casa Solsona en el Tigre, Delta del Paraná”, Colegio Arquitectos Provincia de Buenos Aires, Distrito IV, Argentina.[7]
- 1982 - Premio Konex: Diploma al mérito de Artes Visuales para la disciplina Arquitectura.[8]
- 1982 - Diploma de Honor otorgado por la Municipalidad de la Ciudad de Buenos Aires.[7]
- 1978 - Diploma de Honor otorgado por la Municipalidad de la Ciudad de Buenos Aires.[7]